# Шевченко (Каневской район)
Шевче́нко — хутор в Каневском районе Краснодарского края.
Входит в состав Стародеревянковского сельского поселения.

## География
Хутор находится на берегу реки Челбас.

## Население
| 2002 | 2010 |
| ---- | ---- |
| 64   | ↘59  |

## Улицы
На хуторе имеется одна улица — Западная.